# Kasserine
Kasserine (em árabe: القصرين) é uma cidade do centro-oeste da Tunísia, capital da província homónima. O município tem 12 km² de área e em 2004 tinha 76 243 habitantes (densidade: 6 353,6 hab./km²). A cidade é a capital de das delegações de Kasserine Norte e Kasserine Sul as quais tinham em 204, respetivamente 58 343 e (21 139 habitantes.
Durante o período romano foi conhecida como Cílio (Cilium), Escílis (Scilli) e Colónia Cililana (Colonia Cillilana).[carece de fontes?]

## Geografia e economia
A cidade situa-se numa área montanhosa na parte mais oriental da cadeia dos Aurès, a mais de 670 metros de altitude e está rodeada de três montanhas: o Djebel Chambi, a mais alta da Tunísia, com 1 544 metros, a oeste, o Semmama (13 141m) a norte e o Essalloum a leste (1 373 m). Encontra-se 280 km a sudoeste de Tunes, 33 km a oeste de Sbeitla, 75 km a oeste de Sidi Bouzid, 130 km a sudoeste de Cairuão, 110 km a norte de Gafsa, 200 km a oeste-sudoeste de Sousse e 200 km a noroeste de Sfax (distâncias por estrada).
A região é atravessada por vários uádis (rios), dos quais os mais importantes são o Eddarb, Andlou e o El Hatab. A maior barragem romana ainda em serviço situa-se no uádi Eddarb; com dez metros de altura e com 100 a 150 metros de extensão, tinha em cima uma espécie de estrada com 4,9 metros de largura e na base uma abertura com apenas dois metros para a passagem das águas. A barragem servia não só para abastecimento de água, mas também para a retenção de aluviões para a formação de terra arável nos leitos dos uádis.[carece de fontes?]
A economia local baseia-se em várias atividades, como o comércio (a cidade é um centro de comércio regional), cultura de oliveira e prdoução de azeite, culturas cerealíferas, pecuária de ovelhas e bovinos, cultura e artesanato de esparto, além de indústria de pasta de papel. As emissões de cloro da grande fábrica de celulose instalada no centro da cidade estão na origem de poluição e mau cheiro por toda a cidade.
Kasserine dispõe de boas ligações ferroviárias e rodoviárias com outros centros urbanos da Tunísia.
As atrações turísticas referidas pelos guias, que não são lisonjeiros em relação à beleza da cidade ou das paisagens locais, são as ruínas romanas de Cílio, situadas nos arrabaldes cerca de 3 km a ocidente do centro cidade moderna, e alguns marabutos situados junto a essas ruínas.

## História

### Período romano
Conhecida pelo nome de Cílio (Cillium) ou Escílis (Scilli) durante o Império Romano, a cidade foi fundada c. 80 d.C., durante o reinado de  imperador Vespasiano (r. 69–79), e teve grande importância estratégica, política e económica até ao período bizantino. Os principais vestígios da Antiguidade são um fórum, um capitólio um arco do triunfo erigido em honra do imperador Septímio Severo, um teatro, várias casas, uma igreja paleocristã, um forte bizantino e dois mausoléus — o dos Flávios (Flavii) e o dos Petrónios (Petronii).[carece de fontes?]
O mausoléu dos Flávios foi construído em meados do século II por Tito Flávio  Segundo em honra e memória do seu pai e testemunha também a sua pietas. Os Flávios eram a família de um veterano estabelecido em Cílio, uma cidade que tinha prosperado devido à cultura vinícola dos seus arredores e à construção de uma rede de canais de irrigação. Os mausoléu tem três andares e apresenta uma mistura de estilos arquitetónicos púnico, helenístico e líbia. A epigrafia é de grande importância, pois há um longo poema em verso em latim e orações em grego sobre a incerteza da vida após a morte e de detalhes sobre a função do edifício.

O mausoléu dos Petrónios foi construído cerca de 230 em memória daquela família por M. Petrónio Fortunato, um veterano nascido em 155, centurião em treze legiões, entre as quais a III Galica, a III Augusta e a II Pártica, que indubitavelmente participou na campanha oriental de Septímio Severo em 199. As inscrições sobre o mausoléu dão a conhecer o centurião e descrevem a sua carreira militar entre 175 e 220, data em que recebe a sua honesta missio, um diploma dado aos soldados que atesta o fim do seu serviço. O mausoléu é qualificado como memoria, um termo usado com o sentido de mausoléu sobretudo no período cristão. Alguns autores propõem que se traduza como memorial, apesar do termo designar um cenotáfio sem qualquer corpo. Apenas restam dois panos de parede do mausoléu. As suas dimensões e os vestígios da sua decoração arquitetónica permitem supor que ele apresentava uma composição arquitetural comparável ao mausoléu dos Flávios.[carece de fontes?]
O nome da cidade tem origem nesses dois mausoléus, já que Kasserine significa "dois castelos" em árabe.[carece de fontes?]

### Idade Média e Contemporânea

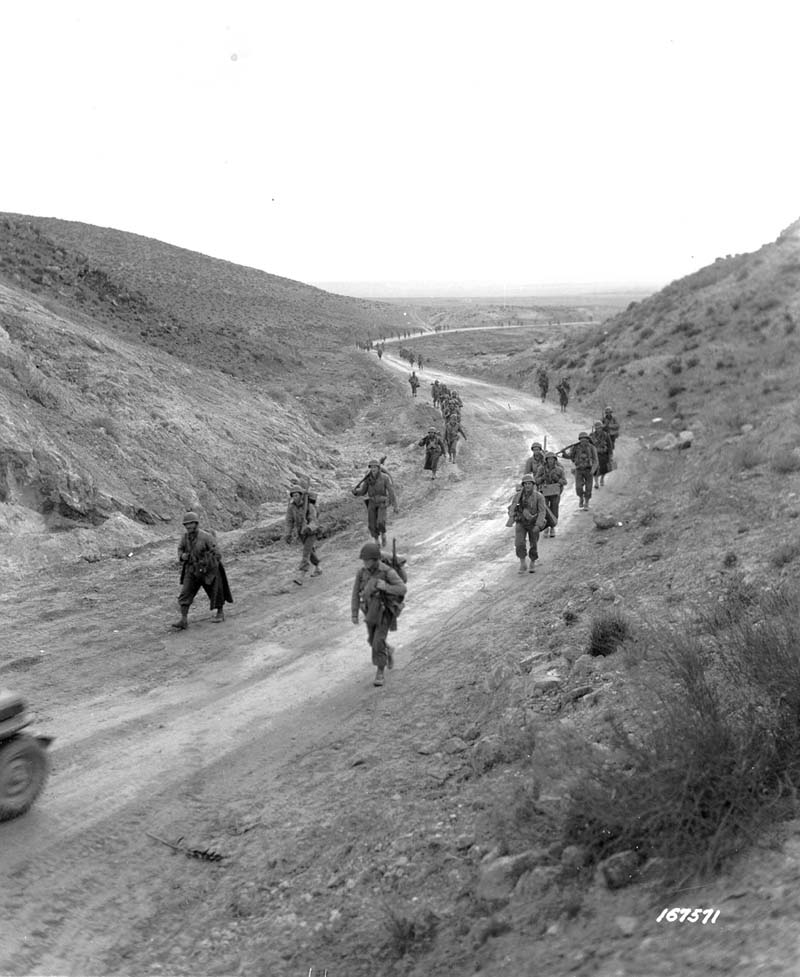
Soldados americanos após a batalha de Kasserine, em 26 de fevereiro de 1943

No século V, Cílio é um local predileto de Santo Agostinho, que ali manda construir um mosteiro.[carece de fontes?] Foi também o local onde morreu o patrício Salomão, em 544, na Batalha de Cílio contra os rebeldes mouros. Segundo o historiador bizantino do século VI Procópio de Cesareia, Salomão nasceu nos arredores de Dara, na Mesopotâmia, e sucedeu a Belisário no governo da África bizantina, tendo papel muito importante nas guerras contra vândalos e mouros. Não há quaisquer registos históricos sobre o período que se seguiu à conquista islâmica na segunda metade do século VII.[carece de fontes?]
Na era contemporânea Kasserine tem um historial particular de luta e de revoltas. Em 1864, no contexto do aumento da mejba, um imposto per capita instituído pelo bei de Tunes, as tribos alargam a sua perspetiva política estritamente local e aliam-se umas com as outras para organizarem uma revolta. As primeiras populações a revoltarem-se foram os Mejer e os Frachich, da região de Kasserine, os Jlass e os Oueslat da região de Cairuão, os Ouled Ayar da região de Maktar e os Hemama da região de Sidi Bouzid. Ao princípio desordenados, estes movimentos coordenam-se e escolhem para líder da revolta Ali Ben Ghedhahem, xeque dos Majer. Em abril de 1864, constatando a amplitude da revolta, Sadok Bei anunciou que renunciava ao aumento da mejba.[carece de fontes?]
Durante a Segunda Guerra Mundial, a batalha de Kasserine, travada entre 19 e 25 de fevereiro de 1943, foi o primeiro grande confronto entre tropas americanas e alemãs. Apesar de derrotados, as lições aprendidas pelos americanos estiveram na origem de uma reorganização que os tornou muito mais eficazes apenas umas semanas depois.[carece de fontes?]
Entre 1952 e 1954, a região assiste a combates de fellaghas (guerrilheiros independentistas) que contribuíram para o fim do protetorado francês.[carece de fontes?] Em 1984, as rebeliões que ficaram conhecidos como "motins do pão" tiveram início em Kasserine. Na revolução de 2011, mais de 50 pessoas foram mortas em Kasserine pelas forças da ordem.